# Innuendo (album)
Innuendo er et album af den engelske gruppe Queen. Albummet er fra 1991. Ordet "Innuendo" betyder antydning, insinuation og/eller hentydning.

## Nummerliste
| Nr. | Titel                             | Længde |
| --- | --------------------------------- | ------ |
| 1.  | "Innuendo"                        |        |
| 2.  | "I'm going slightly mad"          |        |
| 3.  | "Headlong"                        |        |
| 4.  | "I can't live with you"           |        |
| 5.  | "Don't try so hard"               |        |
| 6.  | "Ride the wild wind"              |        |
| 7.  | "All god's people"                |        |
| 8.  | "These are tha days of our lives" |        |
| 9.  | "Delilah"                         |        |
| 10. | "The hitman"                      |        |
| 11. | "Bijou"                           |        |
| 12. | "The show most go on"             |        |